# 第三図南丸
第三図南丸（だいさんとなんまる）は、日本水産（現・ニッスイ）が所有していた捕鯨母船。1年早く竣工した「第二図南丸」の姉妹船。

## 船歴

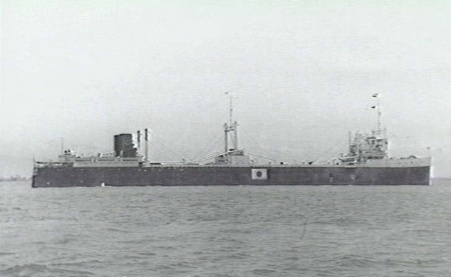
就役時の第三図南丸。

### 竣工
大阪鐵工所（後の日立造船）大阪桜島造船所で建造。昭和12年5月26日起工。昭和13年5月1日進水。同年9月23日に竣工し、日本水産に引き渡された。
昭和13-14年度から南氷洋へ出漁し、「第三図南丸」船団は同年度には1378頭、昭和14-15年には1460頭、昭和15-16年には2071頭を捕獲した。

### 太平洋戦争
「第三図南丸」は太平洋戦争直前の1941年（昭和16年）11月に日本海軍によって徴用され、11月1日付で特設運送船として補給隊に編入された。11月25日に横須賀を出港し、佐世保、三亜を経由して12月8日にカムラン湾に到着。英領ボルネオ攻略に参加した。12月13日、「第三図南丸」を含めて10隻の輸送船が第十二駆逐隊などに護衛されてカムラン湾を出撃。12月16日にミリ、ルトン、セリアへの上陸が行われ、上陸後「第三図南丸」はミリへ資材などを降ろした。続いてクチン攻略が行われ、「第三図南丸」など6隻が駆逐艦2隻と掃海艇2隻の護衛で12月22日にミリから出撃。しかし、23日に船団はオランダ潜水艦「K14」の襲撃を受けて「第三図南丸」を含めて4隻の輸送船が被雷した。「第三図南丸」は中破したが航行は可能であった。12月17日に「第三図南丸」はカムラン湾へ向かい、その後修理のため日本本土へ向かった。1942年2月1日、呉到着。修理は横浜造船所で行われた。
1942年11月1日から横浜造船所で石油輸送専門に戻す作業が行われ、1943年2月25日に特設給油船に変更された。

### トラック島
第三図南丸は太平洋戦争中に数度、米潜水艦の雷撃を受けた。1943年7月24日にティノサ(USS Tinosa, SS-283)の魚雷を受けた際には、ティノサは合計15本の魚雷を発射しそのうち12本が命中したが、魚雷の信管の不良のため、爆発したのは2本のみで、残りは全て不発だった（当時のアメリカ海軍は、信管の不良に悩まされていた）。しかし爆発した魚雷がスクリューにダメージを与えたため自力航行が出来ず、トラック島まで曳航された。損害の大きさから、第三図南丸は油槽船（タンカー）としてではなく海に浮かぶ重油タンクとしてしばらくトラック島にとどまる事になる。なおこの時、船体に魚雷が突き刺さったままの姿が髪にかんざしを差した花魁（おいらん）のようであった事から、「花魁船」と言われた。
トラック島で工作艦明石が長期にわたる修理を実施した結果、1943年11月に再び「船」として復帰し、輸送任務に就くことになった。1944年（昭和19年）2月17日、アメリカ軍によるトラック島空襲に遭遇して被弾炎上し、19日2時10分に沈没した。

#### 監督官等
監督官
1. 大道寺邁 大佐：1943年2月20日[16] - 1943年5月25日

指揮官
1. 大道寺邁 大佐：1943年5月25日 -

### 戦後
戦後、日本水産は「第三図南丸」の復旧を企画し、播磨造船所にそれを依頼した。所有権が香港のGeneral Industrial Companyに移っていた「第三図南丸」を買い取り、GHQの許可を得て1950年10月21日に引き揚げ作業を開始。「第三図南丸」は逆さまになって沈んでいたため、まずそのまま浮揚し、船橋、マスト、煙突などを切断して浅い場所へ移動させた。上陸は認められていなかったため、その船底の上で運動会などを行っている。それから船体を引き起こし、1951年3月6日に浮揚完了した。3月26日、曳航されてトラック島を出発。途中低気圧に遭遇したが、4月15日に無事相生工場に到着し、4月21日に入渠して修理改造が行われた。その際には主機械を蒸気タービンに、ボイラーを3胴式水管缶に換装し、捕鯨母船としての設備も充実させた。1951年10月17日、完成して引き渡された。
「図南丸」、「第二図南丸」は戦没していたため、捕鯨母船としての再就役にともない、船名は「図南丸」に変更された。再竣工と同時にGHQの日本商船管理局（en:Shipping Control Authority for the Japanese Merchant Marine, SCAJAP）によりSCAJAP-T323の管理番号を与えられた。再竣工後は再び南極海での捕鯨に従事することとなり、タンカー改装の橋立丸に代わって第6次南氷洋捕鯨（1951/52年漁期）から日本水産の母船として出漁している。その後も北洋・南極海での捕鯨に従事し1971年（昭和46年）に引退、広島県呉市の対岸、江田島で解体された。